# Propelente de proyectiles
Propelente de proyectiles, es una sustancia explosiva utilizada en armas de fuego y cañones para enviar un proyectil a alta velocidad. Es un subgrupo de las sustancias deflagrantes.
El propelente más usado es la Pólvora sin humo (antiguamente la pólvora).